# Ley de Pureza de Alimentos y Medicamentos
La  Ley de Pureza de Alimentos y Medicinas fue promulgada  el 30 de junio de 1906, siendo clave en la legislación de la Era progresista en los Estados Unidos , siendo firmada por el presidente Theodore Roosevelt, el mismo día que la Ley de Inspección de la Carne. 
En esta ley  se crean y asignan funciones a la Oficina de Química en el Departamento de Agricultura de Estados Unidos que más tarde una parte pasó a denominarse la Administración de Alimentos y Medicamentos de Estados Unidos en 1930. 
Bajo esta ley se regulan alimentos y medicinas, y se define  el "misbranding" ó  "adulteración" por primera vez, estableciendo sanciones prescritas para cada una y también  reconoce la Farmacopea de Estados Unidos y el formulario nacional como autoridades de normas para las medicinas, pero no prevé similares estándares federales en alimentos. 
También se exige el  "etiquetado" en los productos para elevar los estándares en las industrias de alimentos y medicinas y  se establecen  una lista de 10 ingredientes que fueron considerados "peligrosos" en la etiqueta del producto si estaban presentes como son: Alcohol, morfina, opio y marihuana.
Las deficiencias en el presente Estatuto original, que se había convertido en notable por la década de 1920, condujo a la sustitución de los estatutos de 1906 con la  Ley Federal de Alimentos, Medicamentos y Cosméticos de Estados Unidos, que fue promulgada en 1938 y firmado por el presidente Franklin Roosevelt y sirviendo de antecedente en legislaciones sanitarias.